# Marek Witkowski
Marek Witkowski (n. 21 mai 1974, Czechowice-Dziedzice, Voievodatul Silezia, Polonia) este un canoist ce a reprezentat Polonia, medaliat olimpic. A participat la 2 ediții ale Jocurilor Olimpice (1996, 2000) în care a câștigat o medalie de bronz.